# William Salyers
William Lewis Salyers (Bartlesville, (Oklahoma), 16 augustus 1964) is een Amerikaanse acteur en stemacteur. Hij is vooral bekend door zijn werk als stemacteur in verschillende animatieseries en computerspellen.

## Biografie
Salyers groeide op in Pawhuska, Oklahoma en zat in 1982 op de Pawhuska High School. Hij staat bekend als de stem van Rigby in Regular Show, Reverend Putty en Mr. Littler in Moral Orel en Dr. Otto Octavius / Doctor Octopus in het computerspel van Insomniac Games Spider-Man uit 2018. Hij heeft ook rollen gehad in de film Bedazzled en de televisieserie Judging Amy.
Salyers is getrouwd met Nancy Elizabeth Dustin, waar hij samen 1 kind mee heeft. Hij was eerder getrouwd met Selah Brown.

## Filmografie

### Animatie
| Jaar    | Titel                                                 | Rol                                  | Opmerkingen             |
| ------- | ----------------------------------------------------- | ------------------------------------ | ----------------------- |
| 2005-09 | Moral Orel                                            | Reverend Putty, Mr. Littler          | Serie, 28 afleveringen  |
| 2009-17 | Regular Show                                          | Rigby                                | Serie, 245 afleveringen |
| 2010-17 | Mary Shelley's Frankenhole                            | The Invisible Man, John Hancock      | Serie, 3 afleveringen   |
| 2011    | Mordecai and Rigby: Ringtoneers                       | Rigby                                | Korte film              |
| 2012    | Beforel Orel: Trust                                   | Reverend Rod Putty                   | Korte film              |
| 2015    | Regular Show: USA! USA!                               | Rigby                                | Korte film              |
| 2015    | Regular Show: UK Edits                                | Rigby                                | Korte film              |
| 2015    | Regular Show: The Movie                               | Rigby                                | Film                    |
| 2015    | Regular Show: Fun Run                                 | Rigby                                | Korte film              |
| 2015    | Regular Show: OOOHH!!!                                | Rigby                                | Korte film              |
| 2015    | Regular Show: Break Time                              | Rigby                                | Korte film              |
| 2016    | Regular Show: Ninja Shoes                             | Rigby                                | Korte film              |
| 2016    | Regular Show: Coming Soon                             | Rigby                                | Korte film              |
| 2016    | Regular Show: Sick Day                                | Rigby                                | Korte film              |
| 2016    | Regular Show: Pizza Pouch Drop                        | Rigby                                | Korte film              |
| 2016    | Regular Show: The 1973 Tetherball Championship Trophy | Rigby                                | Korte film              |
| 2016    | Toasty Tales                                          | Glenn                                | Korte film              |
| 2016    | Regular Show: 2001: A Nap Odyssey                     | Rigby                                | Korte film              |
| 2016    | Batman: Return of the Caped Crusaders                 | Penguin                              | Film                    |
| 2016    | Regular Show: Robot Rap Battle                        | Rigby                                | Korte film              |
| 2016-17 | Avengers Assemble                                     | Truman Marsh, Council Member #3      | Serie, 6 afleveringen   |
| 2017    | Justice League Action                                 | Virman Vunderbar                     | Serie, 1 aflevering     |
| 2017    | The New V.I.P.'s                                      | Ray Liotta                           | Film                    |
| 2017    | Deep                                                  | Darcy                                | Film                    |
| 2017    | Ant-Man                                               | Yellowjacket / Darren Cross, Teacher | Serie, 2 afleveringen   |
| 2017    | Batman vs. Two-Face                                   | The Penguin                          | Film                    |
| 2018    | Batman: Gotham by Gaslight                            | Hugo Strange, Judge                  | Film                    |
| 2019    | DC Showcase: Sgt. Rock                                | The Iron Major                       | Korte film              |
| 2019    | Miraculous: Tales of Ladybug & Cat Noir               | Longg                                | Serie, 4 afleveringen   |
| 2020    | Superman: Red Son                                     | Joseph Stalin, Jack Ryder            | Film                    |
| 2020-21 | Close Enough                                          | DogBoy                               | Serie, 4 afleveringen   |

### Computerspellen
| Jaar | Titel                                                       | Rol |
| ---- | ----------------------------------------------------------- | --- |
| 2008 | Hellboy: The Science of Evil                                | Lock |
| 2008 | Tom Clancy's EndWar                                         | N/A |
| 2008 | Call of Duty: World at War                                  | German Soldier                                                                                                |
| 2009 | Cartoon Network Universe: FusionFall                        | Rigby |
| 2009 | De Sims 3                                                   | Sim |
| 2009 | Where the Wild Things Are                                   | Douglas |
| 2010 | Mass Effect 2                                               | Joram Talid, Marab, Sergeant Haron, Agitated Sergeant, Prison Guard, Security Officer Zemkl, Worried Salarian |
| 2010 | Medal of Honor                                              | Bossman |
| 2011 | Dead Space 2                                                | Meerdere rollen                                                                                               |
| 2011 | Dungeon Siege III                                           | Lazar Bassili, Meister Fiddlewick                                                                             |
| 2011 | Captain America: Super Soldier                              | HYDRA |
| 2011 | The Elder Scrolls V: Skyrim                                 | N/A |
| 2012 | The Darkness II                                             | Victor |
| 2012 | Mass Effect 3                                               | Mordin Solus                                                                                                  |
| 2013 | The Bureau: XCOM Declassified                               | Dr. Heinrich Dresner, Outsider Infiltrator                                                                    |
| 2013 | République                                                  | David Bowen                                                                                                   |
| 2014 | WildStar                                                    | Ish'amel the Bloodied, Zarkonis, CaravanMaster Braithwait, Mechari Male, Chua, Cosine                         |
| 2014 | SimCity BuildIt                                             | N/A |
| 2014 | Sunset Overdrive                                            | N/A |
| 2014 | Far Cry 4                                                   | Meerdere rollen                                                                                               |
| 2014 | Star Wars: The Old Republic - Shadow of Revan               | Ajolin, Lord Ivress, Pirate                                                                                   |
| 2014 | Lego Ninjago: Nindroids                                     | Sensei Wu, Pythor                                                                                             |
| 2015 | Evolve                                                      | Hank |
| 2015 | Anki Overdrive                                              | Dark |
| 2015 | LEGO Dimensions                                             | Cole, Master Chen, Gorzan                                                                                     |
| 2015 | Fallout 4                                                   | Bullet, Calvin Whitaker, Sheffield                                                                            |
| 2016 | Hitman                                                      | Erich Soders                                                                                                  |
| 2016 | Persona 5                                                   | Toranosuke Yoshida                                                                                            |
| 2016 | XCOM 2                                                      | Julian |
| 2016 | World of Final Fantasy                                      | Cid |
| 2016 | Star Wars: The Old Republic - Knights of the Eternal Throne | Jarak, Field Engineer, Horizon Captain, Horizon Guard, Lord Anril                                             |
| 2017 | Agents of Mayhem                                            | Claymore (Cormac Ross), Tres Delmore, Pride Trooper                                                           |
| 2018 | Dynasty Warriors 9                                          | Cao Ren, Huang Gai                                                                                            |
| 2018 | Pillars of Eternity II: Deadfire                            | Injured Soldier, Weto                                                                                         |
| 2018 | Spider-Man                                                  | Dr. Otto Octavius / Doctor Octopus                                                                            |
| 2018 | The Legend of Heroes: Trails of Cold Steel IV               | Carl Regnitz                                                                                                  |
| 2018 | Fallout 76                                                  | Calvin van Lowe, Toxic Larry                                                                                  |
| 2018 | Hitman 2                                                    | Erich Soders                                                                                                  |
| 2019 | Rage 2                                                      | Atom Hammer, Bern Farley, Lumpy the Bump, Hive Guard                                                          |
| 2019 | Marvel Ultimate Alliance 3: The Black Order                 | Otto Octavius / Doctor Octopus                                                                                |
| 2019 | Persona 5 Royal                                             | Toranosuke Yoshida                                                                                            |
| 2020 | Yakuza: Like a Dragon                                       | Nonomiya |
| 2020 | Final Fantasy VII Remake                                    | Palmer |
| 2020 | Spider-Man: Miles Morales                                   | Dr. Otto Octavius                                                                                             |
| 2020 | Call of Duty: Black Ops Cold War                            | Perseus |
| 2021 | Hitman 3                                                    | Erich Soders                                                                                                  |
| 2021 | Ratchet & Clank: Rift Apart                                 | The Fixer, Robot Pirates                                                                                      |
| 2021 | Back 4 Blood                                                | Hoffman |

### Films
| Jaar | Titel                   | Rol              |
| ---- | ----------------------- | ---------------- |
| 1994 | Miles' Grand Exit       | Ty               |
| 1997 | Crocodile Tears         | Chesebro         |
| 1999 | The Book of Stars       | Hospital Doctor  |
| 2000 | Bedazzled               | Elegant Devil    |
| 2002 | Damaged Goods           | Traci Gilmore    |
| 2005 | Whigmaleerie            | Gerard Didier    |
| 2006 | Outta Sync              | Talking Wind     |
| 2007 | Atonement               | George           |
| 2009 | The Blind Side          | Bombardier       |
| 2010 | The Ghost Writer        | Crazy Gugenheim  |
| 2013 | Kill Your Darlings      | Ice Cream Vendor |
| 2013 | Desperate Acts of Magic | Lou              |
| 2018 | Wild Honey Pie!         | Narrator         |

### Korte films
| Jaar | Titel                    | Rol                                                                 |
| ---- | ------------------------ | ------------------------------------------------------------------- |
| 1996 | The Transcendental Slave | Ray Dayglo, Fred's Dad, Telemarketing Boss, Parents' Florida Friend |
| 2003 | Hideous Scream           | N/A                                                                 |
| 2004 | Crazy Love               | Chance LaRue                                                        |
| 2004 | What's New, Jersey       | Flint                                                               |
| 2005 | Documentarians in Love   | Kevin Lange                                                         |
| 2007 | Welcome to Happyland     | Auguste                                                             |
| 2012 | Raincheck Romance        | George Goldberg                                                     |
| 2015 | Hellco                   | Bobby                                                               |
| 2016 | Typewriter               | Dimitri                                                             |
| 2018 | Protect & Serve          | Chief Darrenson                                                     |
| 2018 | Hank'n Barry             | Hank                                                                |

### Series
| Jaar    | Titel                      | Rol                     | Opmerkingen    |
| ------- | -------------------------- | ----------------------- | -------------- |
| 1993-95 | Northern Exposure          | Shakespeare, Mitch      | 2 afleveringen |
| 1995    | Medicine Ball              | Scalpel Wielding Maniac | 1 aflevering   |
| 1996    | Pandora's Clock            | Controller              | 2 afleveringen |
| 2000-03 | Judging Amy                | Phil Dyer               | 2 afleveringen |
| 2001    | Strong Medicine            | ER Doctor               | 1 aflevering   |
| 2001    | The Huntress               | Douglas Quinlin         | 1 aflevering   |
| 2009    | ICarly                     | Judge Phillipe          | 1 aflevering   |
| 2015    | Kittens in a Cage          | Aloysius                | 1 aflevering   |
| 2019    | Who Killed Little Gregory? | Etienne Sesmat          | 5 afleveringen |

## Prijzen
| Jaar | Prijs         | Categorie                                                                                                   | Resultaat   |
| ---- | ------------- | --- | ----------- |
| 2016 | BTVA Awards   | Best Vocal Ensemble in a TV Special/Direct-to-DVD Title or Short (Jury); Regular Show: The Movie            | Gewonnen    |
| 2016 | BTVA Awards   | Best Vocal Ensemble in a TV Special/Direct-to-DVD Title or Short (Publiek); Regular Show: The Movie         | Gewonnen    |
| 2016 | BTVA Awards   | Best Male Vocal Performance in a TV Special/Direct-to-DVD Title or Short; Regular Show: The Movie als Rigby | Genomineerd |
| 2019 | NAVGTR Awards | Supporting Performance in a Drama; Spider-Man                                                               | Genomineerd |
| 2019 | VES Awards    | Outstanding Animated Character in an Episode or Real-Time Project; Spider-Man                               | Genomineerd |